# Eugène Muslar
Eugène Muslar (* 28. März 1959) ist ein ehemaliger belizischer Leichtathlet. Er begann mit dem 5000-Meter-Lauf und spezialisierte sich auf den Marathonlauf.

## Sport
Eugène Muslar nahm an den Olympischen Sommerspielen 1984 in Los Angeles, 1988 in Seoul sowie Olympischen Sommerspielen 1996 in Atlanta teil. 1984 schied er im Wettlauf über 5000 m in den Vorläufen aus. 1988 und erneut 1996 trat er im Marathon an und belegte Rang 79 beziehungsweise Rang 109. Beim Los-Angeles-Marathon 1992 stellte er mit 2:35:22 h den belizischen Landesrekord auf. Er diente auch als Fahnenträger bei der Eröffnungsfeier 1996.